# Mathematikum
Das Mathematikum in Gießen ist das erste mathematische Mitmachmuseum der Welt. Es wurde von Albrecht Beutelspacher gegründet und befindet sich im ehemaligen Hauptzollamt.
Das Science Center wurde vom damaligen Bundespräsidenten Johannes Rau am 19. November 2002 eröffnet und bietet Exponate rund um die Mathematik an.
Im Mai 2006 konnte der 500.000. Besucher begrüßt werden, im Februar 2010 der 1.045.957. Pro Jahr besuchen insgesamt über 120.000 Besucher das Mathematikum.

## Konzept
Das Ziel des Mathematikums ist es, Menschen jeden Alters, jeder Vorbildung und jeden Geschlechts durch sinnliche Erfahrungen eine neue Tür zur Mathematik zu öffnen. Der Zugang zur Mathematik erfolgt dabei nicht über Formeln oder Gleichungen und kaum über Symbole oder Zahlen. Stattdessen können die Besucher unter dem Motto „Mathematik zum Anfassen“ an circa 200 Experimentierstationen mathematische Erfahrungen sammeln. So gibt es etwa die Möglichkeit, die besonderen Eigenschaften von Seife durch das eigene Hineinstellen in eine Seifenhaut zu entdecken, an Spiegeln Figuren zu erzeugen, geometrische Körper nachzubilden oder aus Holzscheiten die Leonardo-Brücke nachzubauen. Durch dieses Ausprobieren und Experimentieren werden den Besuchern komplexe mathematische Zusammenhänge unbewusst und auf einfache Weise „begreifbar“ gemacht. Ihr eigenes Erstaunen führt dabei dazu, sich erste Fragen zu stellen, zu überlegen und erste qualitative Antworten zu finden.

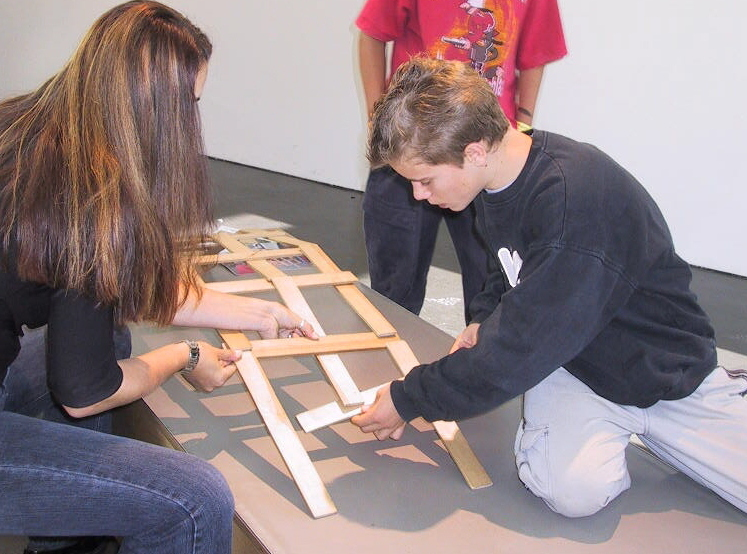
Besucher beim Bau einer Leonardo-Brücke
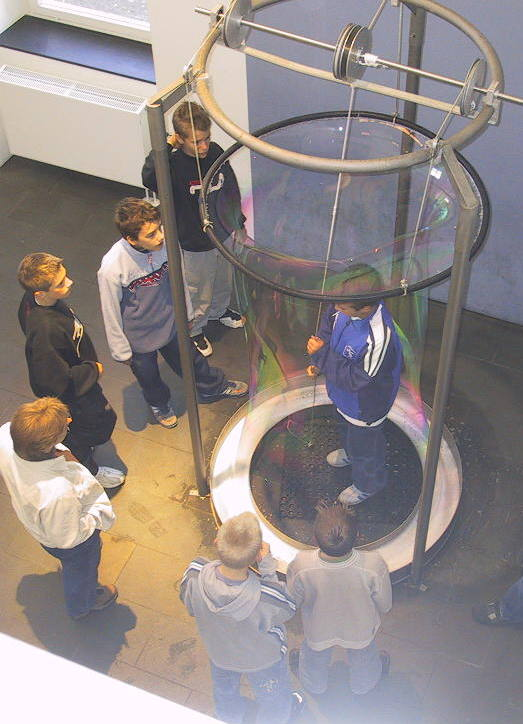
Museumsbesucher in einem Seifenhautschlauch
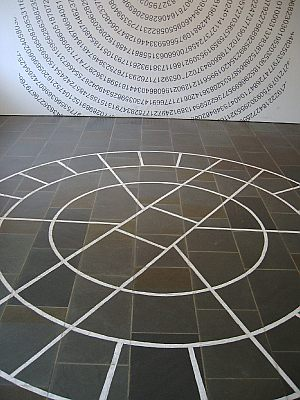
Experiment zur Bestimmung der Kreiszahl Pi
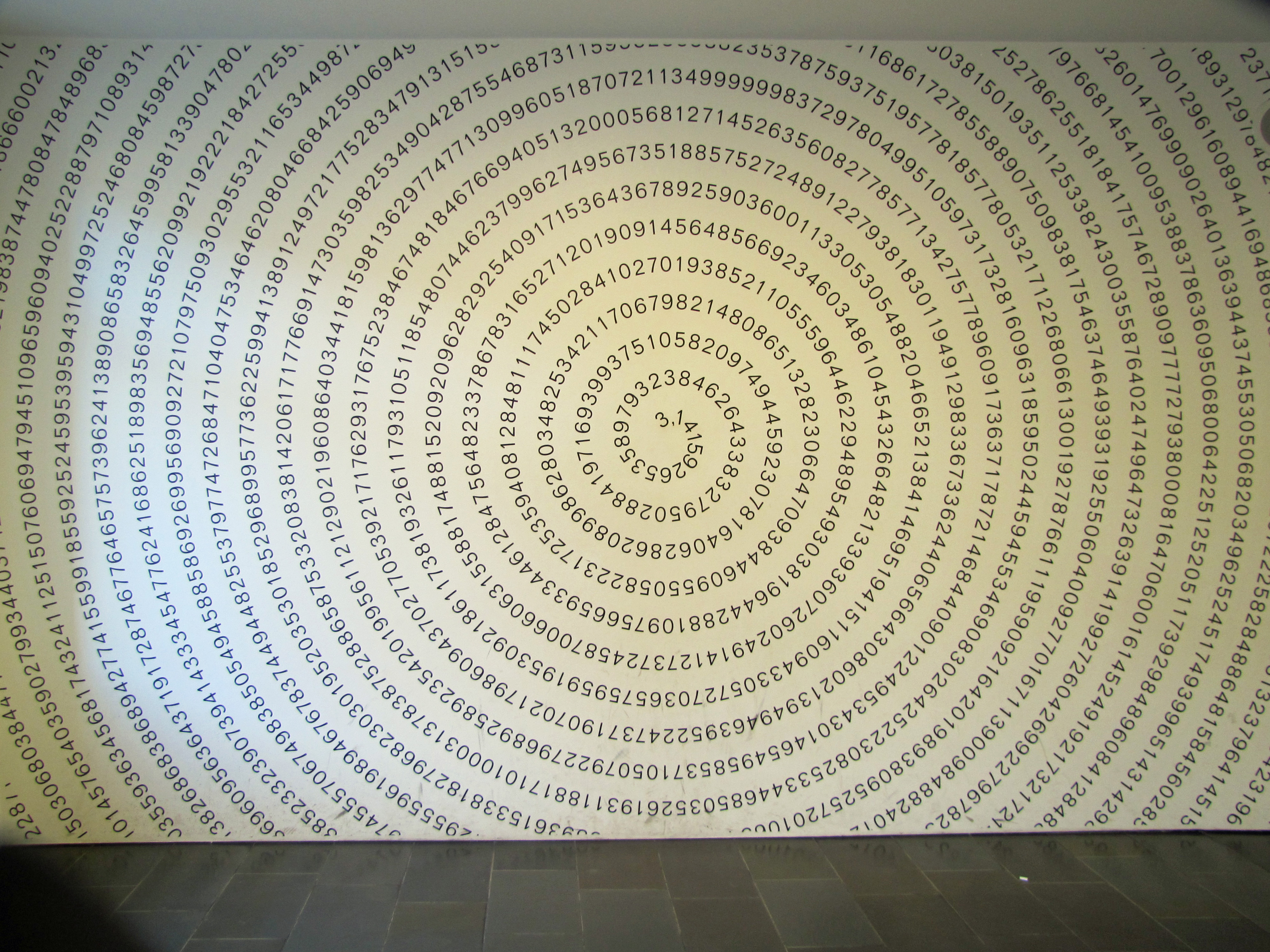
Pi als Wanddekoration
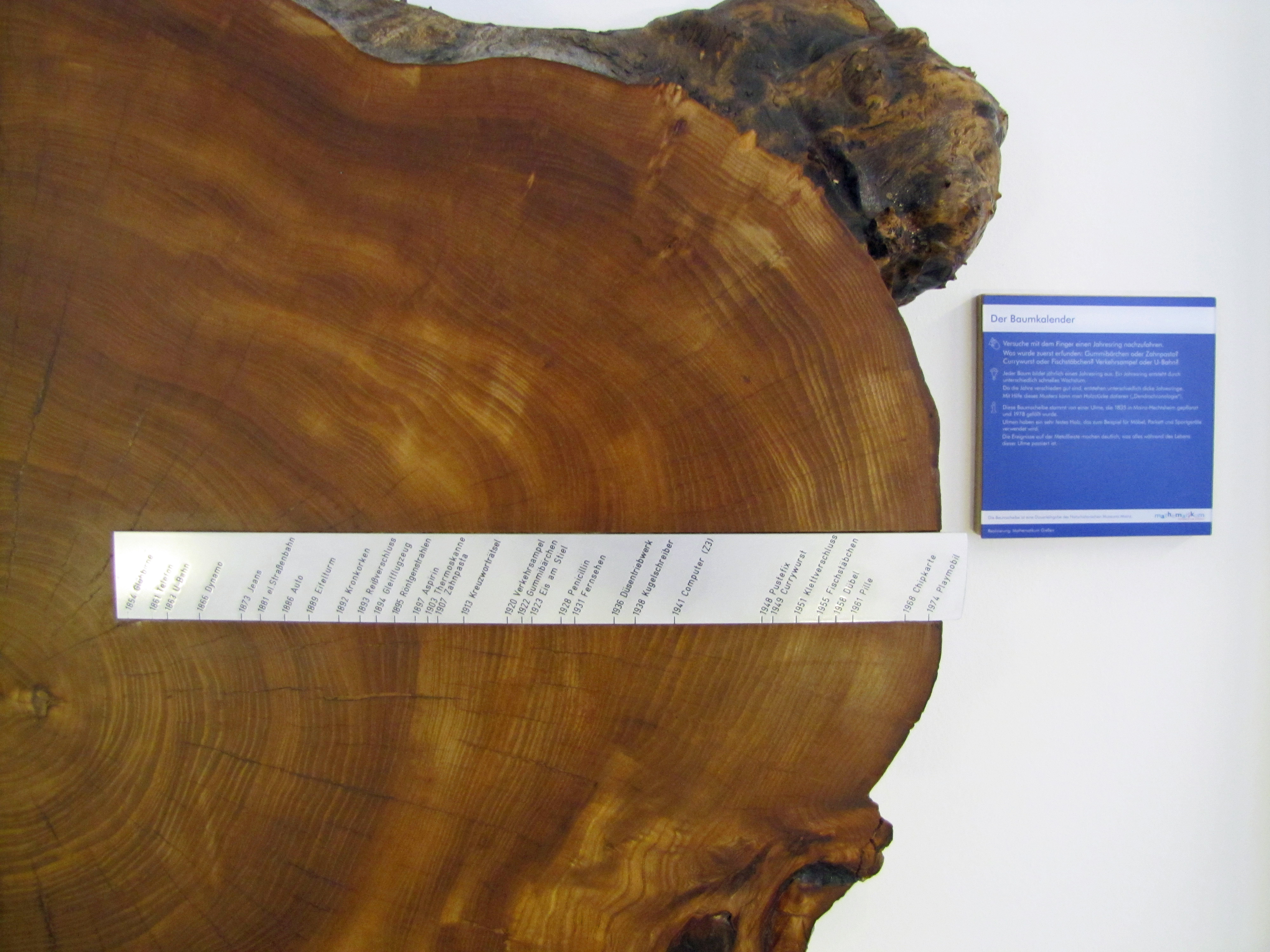
Baumkalender

## Geschichte
1993 veranstaltete Albrecht Beutelspacher an der Justus-Liebig-Universität Gießen das Proseminar Geometrische Modelle. Die Studierenden hatten die Aufgabe, ein geometrisches Modell zu entwickeln, herzustellen und die darin steckende Mathematik zu erklären. 1994 wurden die entstandenen Objekte in einer Ausstellung unter dem Titel Mathematik zum Anfassen im Institut für Didaktik der Mathematik der Universität Gießen gezeigt. Zu einer weiteren Ausstellung kam es 1995 im Schulmuseum Nürnberg. 1996 konzipierten Studierende der Gießener Universität erneut eine Ausstellung zum Thema Mathematik zum Anfassen. In diesem Zuge entstand auch die Idee, ein Mathematikmuseum zu gründen, zu deren Umsetzung ein Förderverein gegründet wurde. Die 1996 entwickelte Ausstellung wurde 1998 professionell hergestellt und wird seither als Wanderausstellung im In- und Ausland gezeigt.
Die Pläne für die Verwirklichung eines Mathematikmuseums mit festem Standort wurden im Jahr 1999 konkreter, die Umsetzung erfolgte aus finanziellen Gründen jedoch erst 2001. Kurz vor Jahresende 2000 übergab die Hessische Ministerin für Wissenschaft und Kunst, Ruth Wagner, dem Förderverein eine Million DM für den Bau des Mathematikums. Zudem beschloss die Stadt Gießen Anfang des Jahres 2001 den Kauf des ehemaligen Hauptzollamtes und stellte dieses dem Förderverein zur Schaffung eines Mathematikmuseums kostenfrei zur Verfügung. Der erste Spatenstich erfolgte im Februar 2002. Nach neun Monaten Bauzeit wurde das Mathematikum am 19. November 2002 durch den Bundespräsidenten Johannes Rau eröffnet. Im März 2003 wurde das zweite Obergeschoss eingeweiht und im November 2003 durch einen Veranstaltungsraum und einem neuen Ausstellungsraum erweitert. Die jüngste Erweiterung erfolgte 2009, als das Mini-Mathematikum im 3. Stockwerk des Mathematikums eröffnet wurde.
Am 19. August 2021 besuchten die Bundeskanzlerin Angela Merkel und der Chef des Bundeskanzleramtes Helge Braun im Rahmen einer Reise zum Thema Naturwissenschaft das Mathematikum und wurden dabei von Albrecht Beutelspacher durch die Ausstellung geführt.

## Mini-Mathematikum
Seit dem 1. Mai 2009 besteht im Mathematikum das Mini-Mathematikum als dauerhafter Bereich. Nach vorhergehenden temporären Ausstellungen wurde es im Gebäude des Mathematikums auf einer eigenen Etage stationär eingerichtet. Die Ausstellung wendet sich vor allem an sehr junge Besucher im Alter von vier bis acht Jahren. Die Experimente wurden speziell für diese Altersgruppe entwickelt und behandeln Grundthemen der Mathematik wie Zahlen, Formen und Muster.
Anlässlich des 10. Geburtstags des Mini-Mathematikums wurde ein Teil der Experimente überarbeitet oder durch ganz neue Stationen ersetzt, die am 24. September 2019 vorgestellt wurden.

## Wanderausstellung und Kooperationen
Die Dauerausstellung des Mathematikums hat sich aus der Ausstellung Mathematik zum Anfassen entwickelt, die Beutelspacher mit Studierenden ab 1994 erarbeitet hat. Diese Ausstellung wurde ab 1998 professionalisiert und während des internationalen Mathematikerkongresses in Berlin von etwa 10.000 Menschen erprobt. Seither wurde sie als Wanderausstellung an Schulen, Universitäten, aber auch Museen und Kreditinstituten im In- und Ausland eingesetzt. Jährlich werden noch heute etwa 25 Ausstellungen organisiert. Schulen und andere Interessierte können die Ausstellung buchen.
Außerdem stellt das Mathematikum auch Exponate für andere Science Center her. So wurden im Jahr 2007 Exponate an das Dynamikum in Pirmasens übergeben und dortige Ausstellungsstücke vom Mathematikum inspiriert. Ebenso verhält es sich mit dem Erlebnisland Mathematik, das im September 2008 in Dresden eröffnet wurde. Die dortige Ausstellung wurde nach dem Gießener Vorbild entwickelt und mit einigen im Mathematikum hergestellten Experimenten bestückt.

## Zusatzveranstaltungen
Im Mathematikum finden monatlich Zusatzveranstaltungen wie Kindervorlesungen, Fortbildungen für Lehrkräfte und Vorträge zu unterschiedlichen mathematischen Themen statt.

## Sonderausstellungen
Das Mathematikum entwickelt seit einigen Jahren Sonderausstellungen zu Themen, die im nahen oder weiten Sinne mit Mathematik zu tun haben und dem Prinzip hands on – minds on – hearts on folgen:
- „BlickPunkte – Optische Phänomene, faszinierende Täuschungen, verblüffende Erkenntnisse“ – 2006/2007, 2009, 2011/2012
- „rätsel!“ (Knobelspiele und Rätseleien) – Winter 2009/2010
- „NaturTalente“ (Mathematik und Natur) – Sommer 2010
- „Versteh mich nicht falsch!“ (Sprache) – Winter 2010/2011
- „Was für ein Zufall“ – Sommer 2011, Frühjahr 2014
- „I love Sophia – Philosophie entdecken“ – Winter 2012/13
- „Bewegte Momente“ – Sommer 2013
- „ZEITich“ – Winter 2013/14
- „Alltags 1x1“ (Mathematik im Alltag) – Winter 2014/15
- „Damit kannst du rechnen!“ (historische Rechenhilfsmittel) – Winter 2015 bis Frühjahr 2016
- „Wege – zwischen Start und Ziel“ – Sommer 2016 bis Winter 2017
- „Einen Stifel rechnen“ – Winter 2017/18
- „Best of 15“ (anlässlich des 15-jährigen Jubiläums) – Winter 2017/18
- „Wurzeln der Mathematik“ (Entstehung der Mathematik auf der ganzen Welt) – Sommer-Winter 2017/18
- „Kein Ende in Sicht“ (Unendlichkeit) – Sommer-Winter 2018/19
- „Leonardo im Mathematikum“ (Leonardo da Vinci) – Sommer 2019 bis Herbst 2020
- „Der Mathematiker Johannes Kepler“ – Sommer 2022 bis Winter 2022/2023

Außerdem finden regelmäßig Kunstausstellungen unter dem Motto „Kunst im Mathematikum“ statt. In Zusammenarbeit und unter initiativer Beteiligung Wetzlarer Galerien wurden bereits bekannte Künstler wie James Rizzi (2004), Janosch (2005), Christo (2006), Volker Kühn (2007), David Gerstein (2008), Victor Vasarely (2009) gezeigt. In Kooperation mit dem Caricatura Museum Frankfurt Museum für Komische Kunst wurden darüber hinaus Werke von Robert Gernhardt (2010) und F.W. Bernstein (2011) präsentiert. 2018 wurden Werke der Künstlerin Ingrid Hornef unter dem Titel Ordnung: Nichts als Zufall gezeigt. Das Mathematikum entwickelte für die Ausstellung ein Legespiel, das es den Besuchern erlaubte, die Arbeitsweise der Künstlerin in eigener Erfahrung nachzuvollziehen. In der Jubiläumsausstellung Mathe macht lustig! im Jahr 2012 wurden schließlich die Arbeiten von 45 Karikaturisten ausgestellt.
Seit Mai 2020 werden Karikaturen des französischen Zeichners Jean Bosc gezeigt, unter dem Namen „Jean Bosc – Hier stimmt doch was nicht“.
Mit der Ausstellungsreihe „Zeitgenössische mathematische Kunst“ liefert das Mathematikum einen weiteren Zugang zur Mathematik. Einmal jährlich stellt es Künstlerinnen und Künstler aus, die in ihrem Werk die beiden Disziplinen Kunst und Mathematik vereinen. Zu den bereits ausgestellten Künstlern zählen Gerhard Hotter (2009) und Jo Niemeyer (2012). In der Gemeinschaftsausstellung „Ecken und Kanten europaweit“ (2014) waren Ulrich Mikloweit, Friedhelm Kürpig, Rinus Roelofs (NL) und Ueli Wittorf (CH) zu sehen.

## Auszeichnungen und Interessantes
- 2004 Deutscher IQ-Preis
- 2006 Ausgewählter Ort 2006 von der Initiative Deutschland – Land der Ideen
- 2008 Hessischer Kulturpreis[11]
- 2010 Sonderpreis im Rahmen des Museumspreises der Sparkassen-Kulturstiftung Hessen-Thüringen

Am 5. Juni 2004 wurde im Mathematikum der Pi-Vorleseweltrekord aufgestellt. 30 Stunden lang wurden insgesamt 108.000 Nachkommastellen der Kreiszahl von über 300 Menschen vorgetragen.